# Les Monges
Les Monges („die Mönche“) ist ein Berg in den Provenzalischen Alpen in Frankreich.

## Lage und Zugang
Der Berg Les Monges ist die höchste Erhebung im Massif des Monges sowie der Préalpes de Digne nach französischer Definition. Er liegt nördlich von Digne-les-Bains im Département Alpes-de-Haute-Provence.
Der Gipfel liegt am westlichen Rand einer etwa ein Kilometer langen Hochebene, die nach Westen und Norden durch Steilabbrüche begrenzt wird. Alle Zustiege sind lang aber ohne technische Schwierigkeiten.